# Nitromagnesita
La nitromagnesita és un mineral de la classe dels carbonats. Rep el seu nom de la seva composició química, sent un nitrat de magnesi.

## Característiques
La nitromagnesita és un carbonat de fórmula química Mg(NO₃)₂·6H₂O. Cristal·litza en el sistema monoclínic. Es troba floculant o en eflorescències terrosses; també en estalactites o en crostes. Els cristalls sintetitzats artificialment són llargs i prismàtics [001], amb {001} i {110} dominants. Segons la classificació de Nickel-Strunz, la nitromagnesita pertany a «05.N - Nitrats amb H₂O» juntament amb la nitrocalcita.

## Formació i jaciments
És un rar dipòsit de coves en humitats fins de fins a un 78%, típicament format com un lixiviat del guano del ratpenat; pot ser un component de les sals mixtes. Sol trobar-se associada a la nitrocalcita. Va ser descoberta l'any 1835 a la cova Nicajack, al comtat de Marion (Tennessee, Estats Units).